# Alikí

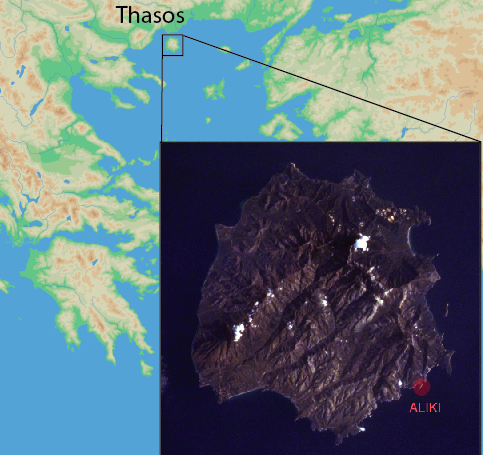
Localització d'Alikí a Tassos

Plànol de les pedreres de la península d'Alikí

Alikí (grec: Aλική) és una península de la costa sud de l'illa de Tasos, on es troben les principals pedreres de marbre de l'illa explotades durant l'antiguitat. El topònim, que significa literalment 'salina', palesa el recobriment pel mar de les pedreres abandonades després del segle vii i de la seua assimilació en una salina en època moderna. El nom antic del lloc es desconeix, encara que haja estat associat a aquesta activitat d'explotació del marbre un petit santuari d'època clàssica i una basílica doble d'època paleocristiana.

## Principals pedreres antigues de Tassos
Hi ha tres grups de pedreres a l'illa de Tasos: a l'acròpoli de la ciutat de Tasos, a Limenes, al cap Vathy més al sud, i a Saliària, i per fi, la més important a Alikí. Part d'aquestes pedreres han estat destruïdes per l'explotació moderna, que s'ha représ de manera intensiva en els últims decennis del segle xx. Aquests marbres presenten algunes diferències: el d'Alikí té un gra més aviat gruixut i un color que varia del blanc al gris clar, amb vetes blavoses que el confonen amb el marbre de Màrmara.

### El marbre de Tasos

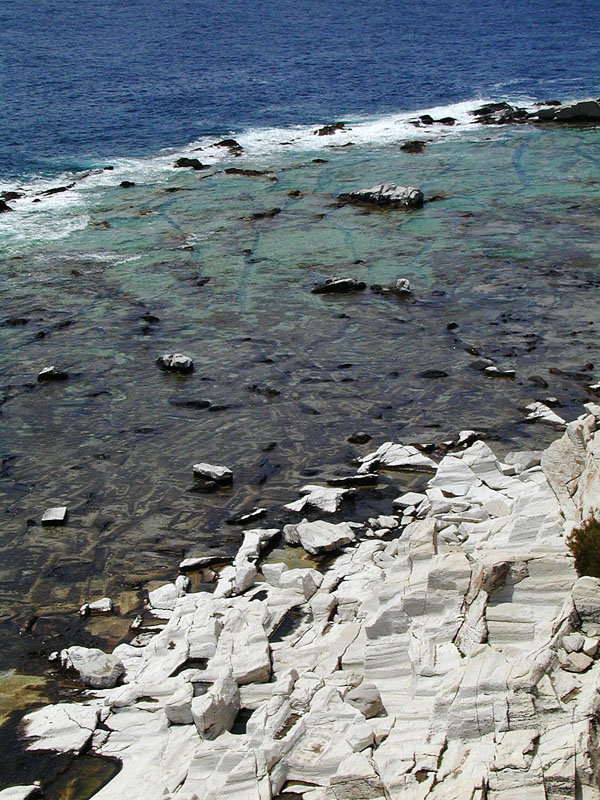
Pedreres de marbre: l'extrem sud-est de la península, erosionada fins al nivell del mar

Nombrosos testimoniatges literaris confirmen l'entusiasme pel marbre de Tasos en general, i el d'Alikí en particular. Sèneca escriu en una de les seues cartes:
| « | «Es considera pobre si el marbre de Tasos, abans una curiositat rara en algun temple, no revesteix les nostres piscines (...).» | » |

Emprat en arquitectura, i esmentada aquesta dada per Vitruvi, és usat també en escultura: el sarcòfag de Neró comprén una balustrada de marbre tassi, material també utilitzat en la tomba del germà de Cató d'Útica a Enos, a Tràcia. Se'n troba, per exemple, en l'estatuària d'Atenes. Forma part dels materials amb què l'edicte de Màxim fixa els preus sota Dioclecià, i es troba en nombrosos llocs de l'antiguitat tardana, sobretot a Tràcia i a Macedònia.

### Les pedreres
El promontori d'Alikí és un contrafort de marbre, probablement explotat des del començament de l'ocupació de l'illa, al segle vii aC. L'explotació del marbre ha estat tan intensiva i perllongada en el temps que tota l'extremitat sud de la península s'enrasa al nivell del mar, mentre que els flancs occidentals i sud-orientals del pujol estan molt minvats. A mesura que n'ha crescut l'explotació, els fronts de les pedreres han progressat cap al nord i l'est, mentre que els desboscaments eren rebutjats cap al cim.
Les antigues pedreres apareixen com una juxtaposició de les diferents obres, amb les seues parets, els rebaixos i un carrer d'evacuació dels blocs. És més difícil de circumscriure l'àrea de treball dels tallistes que escalabornen els blocs després de l'extracció: els blocs inacabats que han estat trobats a l'indret no sempre són a les àrees de treball: han pogut ser abandonats després de l'extracció o durant l'evacuació.

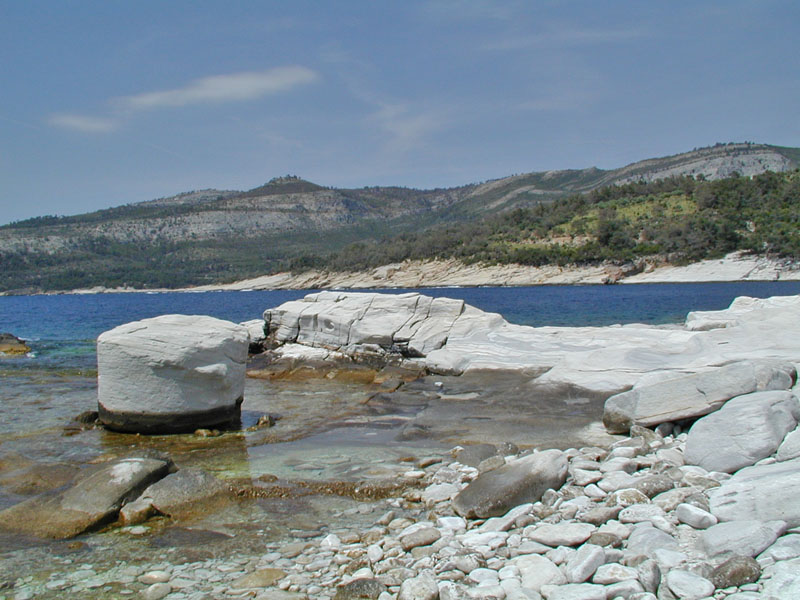
Pedreres de marbre: bloc circular abandonat

El nivell d'explotació de les pedreres de la vora del mar havia d'estar bastant prop de l'aigua perquè hi inclogueren murets de roques que servien d'escullera.
Se'n distingeixen tres períodes d'obertura de les carreres, de les quals les més conegudes són les més tardanes: daten del període romà i romà tardà, mentre que les més antigues han estat destruïdes o enterrades per l'explotació posterior. A les pedreres més tardanes, la presència de grafits cristians (creus incises) subministra un indici de datació, en general, fiable, encara que imprecís.
El despreniment dels blocs de marbre es fa amb tascons de metall o fusta que descansen en el principi de l'explosió de la roca. Els picapedrers provoquen igualment aquesta explosió perforant a punta de pic sèries de forats sobre la línia de fractura desitjada. L'examen de les cavitats mostra que els picapedrers han sabut utilitzar el caràcter específic de la roca d'Alikí: les freqüents diàclasis que travessen els marbres serveixen per a delimitar les pedreres, car formen murets de separació.
Aquestes diàclasis determinen també l'especialització de les carreres: la seua freqüència i direcció afavoreixen l'extracció de columnes o blocs. La inclinació de les parets s'utilitzava també per a facilitar-ne el despreniment: la roca és atacada pel costat on els blocs cauen pel seu pes, i es desenganxen així més fàcilment. L'estratificació del marbre fa també un paper en l'especialització de les pedreres: la naturalesa de la roca en una pedrera donada determina l'espessor dels blocs que se n'extrauen, i el tipus de bloc que és privilegiat.

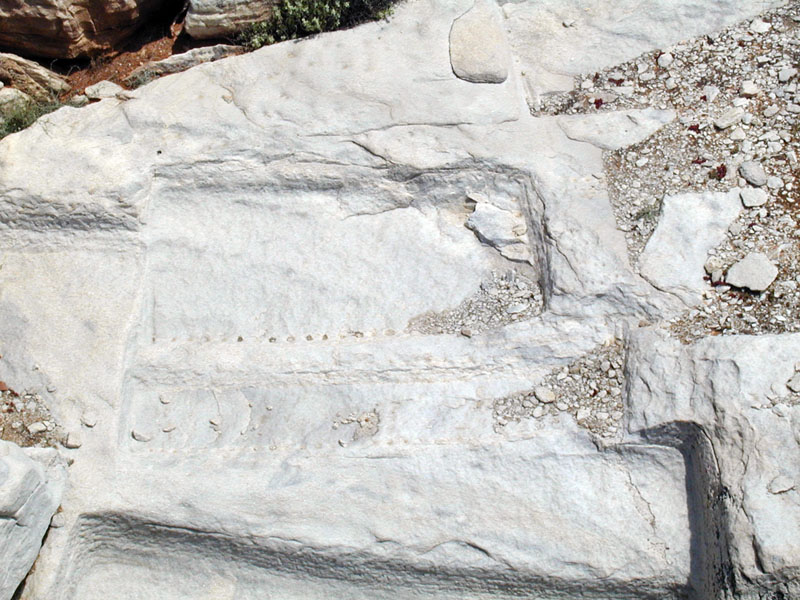
Pedreres de marbre: restes de l'extracció

Una vegada retallat, el bloc de marbre pot ser escalabornat, fins i tot grollerament esculpit abans de ser exportat. La producció local comprèn columnes, capitells, cubes de sarcòfags, i també blocs que no són tallats en el lloc, destinats a subministrar plaques de revestiment mural o de paviment.
La topografia de les pedreres, situades totes en el perímetre de la península, només fa possible una forma de transport, per mar: els navilis atraquen directament al peu de les pedreres, a les àrees d'embarcament, prou espaioses per permetre la instal·lació de maquinària (grues) necessària per al desplaçament dels blocs. Nombrosos forats, corredisses o anells d'amarratge hi són encara visibles, i permeten reconstruir aquestes instal·lacions.
La fi de l'explotació antiga de les pedreres va ocórrer durant el segle vii i correspon a la crisi militar, econòmica i demogràfica que colpeja l'Imperi Romà d'Orient en aquest període. És seguida pel recobriment pel mar, el nivell del qual puja, en una època indeterminada, per sobre de les pedreres més baixes i els embarcadors.

## Santuari d'Apol·lo

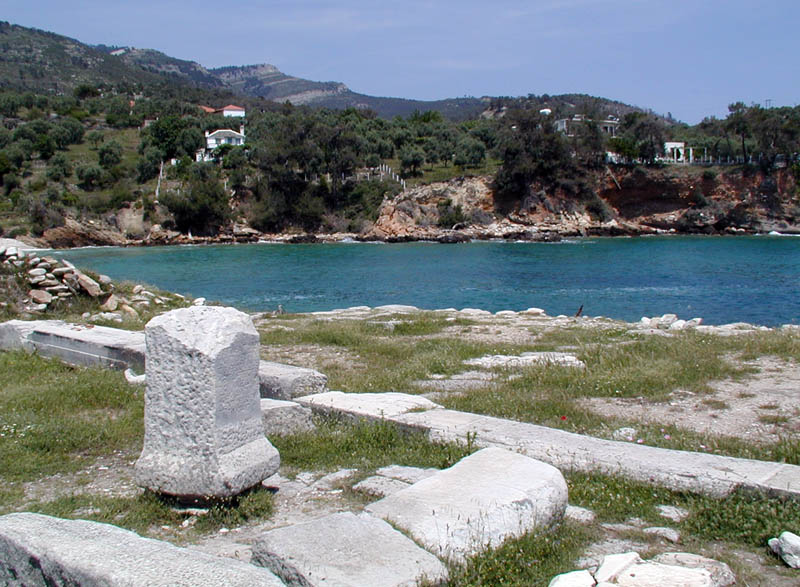
Santuari d'Apol·lo

Els obrers de les pedreres residien en un petit poblat que ocupava l'istme de la península. En resta un gran sarcòfag romà: aquesta zona no ha estat mai objecte d'excavacions arqueològiques. Al nord-est d'aquest llogaret, però, es troba un petit santuari l'establiment del qual es remunta a la colonització de l'illa per Paros a primeries del segle vii aC, i que ha estat en part buidat. Podria tractar-se del santuari cívic d'Apol·lo Arquegeta, divinitat tutelar de la colonització de l'illa per Paros; en aquest cas, podria marcar també el lloc del seu desembarcament originari.
La part del complex visible són dos edificis de plans similars, disposats sobre una terrassa a la vora de la badia nord-est: de pla gairebé quadrat, cada edifici comprén un pòrtic amb columnata, darrere del qual es troben dues habitacions, una de les quals té una llar ritual (eschara). No són temples, sinó sales destinades a acollir els fidels per als banquets que seguien als sacrificis.

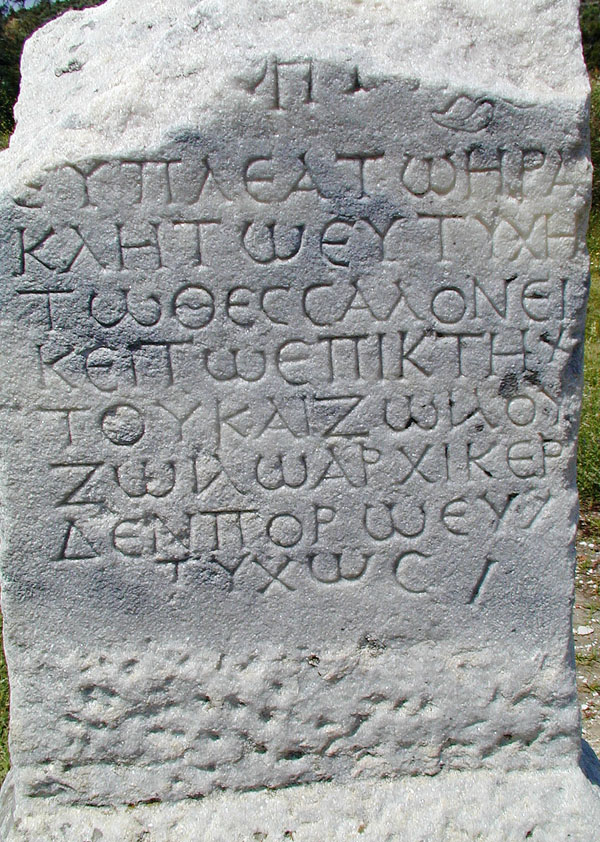
Inscripció votiva del santuari: vot de bona navegació per a Hèracles de Tessalònica

L'edifici nord (16 x 16,50 m) és el més antic: el primer estat, d'ordre jònic, data de l'últim quart del segle vi aC, mentre que el segon estat, amb columnata dòrica, data dels anys 470-465 ae. Aquest edifici ha reemplaçat una construcció més antiga mal coneguda, però datada de finals del VII ae.
L'edifici sud, més petit (11,60 x 13 m) és l'edifici dòric més antic de Tasos i data del 500 ae.
S'han descobert moltes inscripcions en els vestigis del santuari que permeten precisar-ne la funció. S'hi troben nombrosos vots de bona navegació (euploia), deixats pels armadors o mariners per als navilis vinguts a recollir marbre de les pedreres veïnes. Aquests vaixells porten noms de divinitats (Hèracles, Serapis, Posidó, Àrtemis o Asclepi) i els ports d'amarratge subministren indicacions sobre l'estructura del comerç del marbre: Tessalònica, Assos, Mitilene, la Tròada. Una d'aquestes inscripcions votives es dirigeix als «Déus salvadors», és a dir, als Dioscurs, divinitats protectores dels mariners.
Sobre els pendents que dominen el santuari, al sud-est, hi ha dues grutes de culte, una de les quals s'ha identificat per una inscripció dedicada a Apol·lo. Una d'aquestes se situa prop de l'angle sud-est dels dos edificis buidats, mentre que la segona, més fonda (més de 20 m), és al nord de la basílica paleocristiana: ha subministrat la majoria del material (exvots, terrissa i figuretes, datades de l'època arcaica, però que s'estén fins a l'època romana.

## Basílica doble

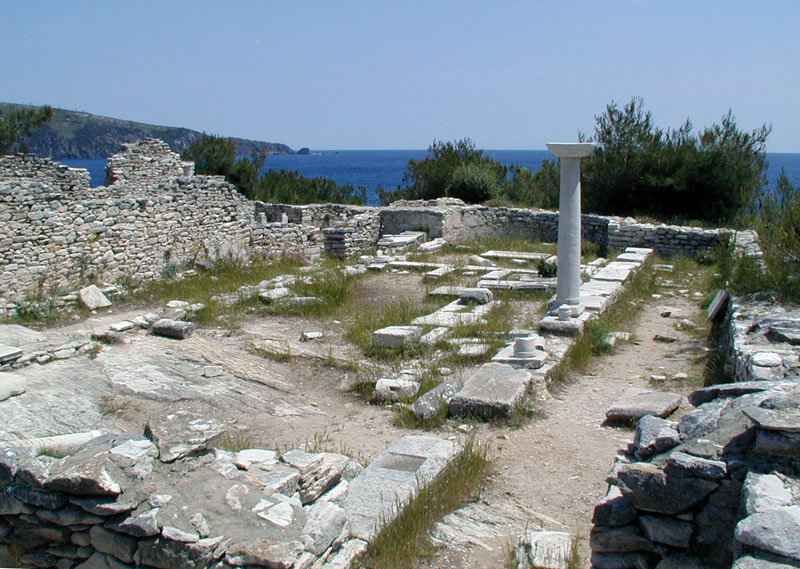
Basílica paleocristiana

L'abandó del conjunt pagà ocorre probablement al segle iii. Li succeeix, a poca distància al sud-est, al cim del pujol, un complex cristià constituït per dues esglésies de planta basilical unides, formant una basílica doble, un dispositiu prou freqüent en l'època paleocristiana.
La basílica sud és més antiga i es remunta al primer quart del segle v: és una basílica de tres naus, amb un absis semicircular. El santuari és tancat per una cancel·la en pi i la presència de l'ambó, amb dues escales dretes enfrontades, confirma la preeminència d'aquesta basílica en el conjunt. Les columnates que separen les naus eren d'ordre jònic. Suportaven una galeria, on, en un segon estat de l'edifici, s'acollia les dones, per una escala situada al costat sud del nàrtex, construït en aquesta mateixa fase.
La basílica nord ha pres el lloc d'una capella més antiga que era contemporània de l'església sud. Està datada del 500. Es tracta d'una basílica de tres naus, d'ordenació comparable a la basílica sud, però que inclou, a més, a l'oest, un atri, i dos annexos litúrgics amb un baptisteri proveït d'una cuba circular.
El conjunt es renovà i engrandí sota Justinià, i fou abandonat, igual que les pedreres, al segle vii.

## Exploració arqueològica
Les primeres observacions sobre el santuari d'Alikí les feu G. Perrot, al 1856: les publica en la seva Memòria de l'illa de Tassos, al 1864. A. Conze s'interessa, per la seua banda, en les pedreres dos anys més tard, al 1858. Les primeres excavacions, les realitza Th. Bent el 1886-1887: va buidar una part del santuari i en recol·lectà les inscripcions. És seguit d'una sèrie de missions de l'Escola francesa d'Atenes que exploren metòdicament la península. A. Laumonier i I. Béquignon reprenen l'excavació del santuari el 1924, abans que J. Servia i P. Bernard la duguen a terme de 1961 a 1964. A partir de 1970, J.-P. Sodini emprén l'estudi de la basílica doble i la relació sistemàtica de les pedreres de marbre, amb ajuda de l'arquitecte T. Koželj.